# Гиперэвристика
Гиперэвристика (гиперэвристический алгоритм) — эвристический метод поиска, направленный на автоматизацию процесса выбора, комбинирования, обобщения или адаптации нескольких более простых эвристик (или их частей) для эффективного решения вычислительной задачи.
Также можно встретить и такое определение: «использование (мета-)эвристик для выбора (мета-)эвристик».
Основное преимущество гиперэвристик — построение эффективных методов решения класса проблем, нежели решения одиночной конкретной задачи из класса.
Главной идеей гиперэвристических алгоритмов является поиск и выработка некоторого количества простых эвристик, каждая из которых имеет свои слабые и сильные места, а затем, построение механизма для выбора из набора простых эвристик в зависимости от текущего состояния решения.
Гиперэвристики можно разделить на две группы:
- Основанные на выборе эвристик
- Основанные на генерации эвристик

Гиперэвристики обычно направлены на уменьшение количества информации из предметной области в алгоритмах. Результирующий алгоритм должен быть быстрым и удобным для реализации, но в то же время и достаточно надёжным для решения класса задач. Кроме того, необходимо, чтобы итоговый алгоритм имел хорошие результаты в сравнении с метаэвристиками для каждой из задач.